# 高橋幸翁
高橋 幸翁（たかはし さちお、正確には髙橋 幸翁、1934年（昭和9年）2月26日 - 2015年（平成27年）3月30日）は、日本の政治家。山形県米沢市長（5期）。2004年旭日中綬章受章。

## 経歴
1934年（昭和9年）、米沢市内の元細工町（当時）の高橋宮蔵・マサの長男として誕生する。
1959年（昭和34年）、米沢市議会議員に当選する。以来3期連続当選し、1971年（昭和46年）まで議員を務める。次いで1975年（昭和50年）に山形県議会議員に当選（米沢市選挙区）、1979年（昭和54年）まで議員を務める。1983年（昭和58年）の米沢市長選挙に出馬し、現職候補を僅差で破って初当選し、第28代米沢市長に就任する。以後5期連続当選し、20年の長期政権を築きあげ、山形県市長会長なども務めた。第32代まで務めて2003年（平成15年）に引退した。次の第33代米沢市長には安部三十郎が当選した。
2015年（平成27年）3月30日、急性腎不全のため死去、81歳没。従四位。

## 米沢市長としての業績
高橋が米沢市長として進めた事業として、米沢オフィス・アルカディアの設置及び企業誘致、上杉博物館を改組し「伝国の杜」を創設などが挙げられる。